# Attirampakkam
Attirampakkam est un village et un site préhistorique situés à 60 km de Chennai, dans l'état du Tamil Nadu, dans le Sud de l'Inde. On y a découvert les plus anciens outils acheuléens et les plus anciens outils du Paléolithique moyen connus à ce jour hors d'Afrique.

## Historique
Le site a été découvert en 1863 par le géologue anglais Robert Bruce Foote.

## Paléolithique inférieur
Des outils lithiques acheuléens ont été datés jusqu'à 1,5 million d'années en utilisant la datation par l'aluminium-béryllium. Ce sont des bifaces, des hachereaux et des grattoirs. Les outils ont été attribués au Madrasien (en), un nom donné localement et qui équivaut à l'Acheuléen.

## Paléolithique moyen
Les outils du Paléolithique moyen ont été datés sur une période allant de 385 000 ± 64 000 ans à 172 000 ± 41 000 ans. Le déclin des bifaces, l'utilisation croissante d'outils plus petits et le développement ou l'introduction de la méthode Levallois peuvent être suivis sur le site. Cette découverte recule sensiblement le début du Paléolithique moyen en Asie. On s'aperçoit que les changements culturels ont été contemporains en Afrique, en Europe et en Asie. Jusque-là, on supposait que le Paléolithique moyen avait été introduit en Inde par Homo sapiens il y a environ 125 000 ans.

## Paléolithique supérieur
De nombreux artéfacts du Paléolithique supérieur ont également été trouvés sur le site, ainsi que trois dents d'animaux, à savoir celles d'un buffle d'Asie, d'une espèce de cheval et d'une antilope nilgaut. Cela témoigne d'un paysage ouvert et humide à cette époque.